# Elephant (álbum)
Elephant é o quarto álbum de estúdio da banda americana The White Stripes, lançado em 1 de abril de 2003 pela gravadora V2 Recordings. O álbum chegou à 5ª colocação na Billboard e venceu o prêmio Grammy de Melhor Álbum de Música Alternativa do ano de 2004.
Em entevista à revista Q, Jack White afirmou que, na capa do álbum, ele e Meg White são orelhas de um elefante visto de frente. Ele queria que as pessoas olhassem várias vezes para a capa até dizerem: "Ei, é um elefante!".

## Faixas
Todas as músicas escritas por Jack White, exceto onde especificado.
Lado um
1. "Seven Nation Army" – 3:51
2. "Black Math" – 3:03
3. "There's No Home for You Here" – 3:43
4. "I Just Don't Know What to Do with Myself" (Burt Bacharach, Hal David) – 2:46
5. "In the Cold, Cold Night" – 2:58
6. "I Want to Be the Boy to Warm Your Mother's Heart" – 3:20
7. "You've Got Her in Your Pocket" – 3:39

Lado dois
1. "Ball and Biscuit" – 7:19
2. "The Hardest Button to Button" – 3:32
3. "Little Acorns" (Mort Crim, J. White) – 4:09
4. "Hypnotize" – 1:48
5. "The Air Near My Fingers" – 3:40
6. "Girl, You Have No Faith in Medicine" – 3:17
7. "It's True That We Love One Another" – 2:42

- A faixa 7 do lado dois é chamada "Well It's True That We Love One Another" na versão LP
- Algumas versões dividem o álbum em dois discos de dois lados cada.

## Formação

### The White Stripes
- Jack White – guitarra, piano, vocais, produção, mixagem
- Meg White – bateria, vocais

### Membros convidados
- Mort Crim – discurso em "Little Acorns"
- Holly Golightly – vocais em "Well It's True That We Love One Another"

### Membros adicionais
- Liam Watson – engenharia de som, mixagem
- Noel Summerville – masterização
- "The Third Man" – arte
- Patrick Pantano – fotografia
- Bruce Brand – layout